# Yoann Gourcuff
Yoann Miguel Gourcuff (Ploemeur, 11 de julho de 1986) é um ex-futebolista francês que atuava como meio-campista.
Filho do treinador e ex-jogador Christian Gourcuff, no início da carreira Yoann chegou a ser comparado com o craque Zinédine Zidane, devido à sua habilidade e a semelhança físicas entre ambos. Assim, foi apelidado de Petit Zidane (Pequeno Zidane). Viveu seu ápice em 2009 atuando pelo Bourdeaux, quando foi o vigésimo colocado no prêmio Ballon d'Or da revista France Football.

## Carreira

### Início no Rennes
Gourcuff assinou o seu primeiro contrato como profissional com o Rennes no ano de 2003, tendo sido László Bölöni o técnico responsável pela sua estreia. O meia viveu um grande momento na temporada 2005–06, quando recebeu a camisa 10 e foi uma das principais revelações da Ligue 1, onde marcou seis gols. Atuando como uma espécie de "10 clássico", Gourcuff ocupava um lugar de destaque na armação e no equilíbrio de jogo.

### Milan
Depois de ter despertado o interesse de grandes clubes europeus, como Ajax, Valencia e Arsenal, o meia foi contratado pelo Milan no dia 22 de junho de 2006.
Com a saída do português Rui Costa para o Benfica, a chegada de Gourcuff era uma ambição maior do que uma simples alternativa ao craque brasileiro Kaká, pois o francês poderia marcar uma era de renovação no time milanista. No entanto, para Gourcuff ter chances de jogar, teria de ser, na teoria, no lugar do próprio Kaká ou do holandês Clarence Seedorf, titulares absolutos da equipe. Ambos atuavam na mesma posição que ele, jogando pelo meio, mas na maioria das vezes Kaká caía aberto pela direita para sair da marcação e fazer passes curtos ou lançamentos.
No dia 31 de maio de 2008, o Milan, através do seu vice-presidente Adriano Galliani, revelou que iria emprestá-lo para o Bordeaux para a temporada 2008–09. Em janeiro de 2010, durante entrevista ao jornal francês L'Équipe, o ex-zagueiro e então dirigente Paolo Maldini revelou um problema entre Gourcuff e o elenco do Milan. Na entrevista, Maldini afirmou:
| “ | Seu problema aqui era seu comportamento. Ele não era inteligente na maneira de se controlar. Quando ele jogou aqui, ele não queria ficar disponível para o grupo. Ele não começou a estudar italiano imediatamente. | ” |

### Bordeaux

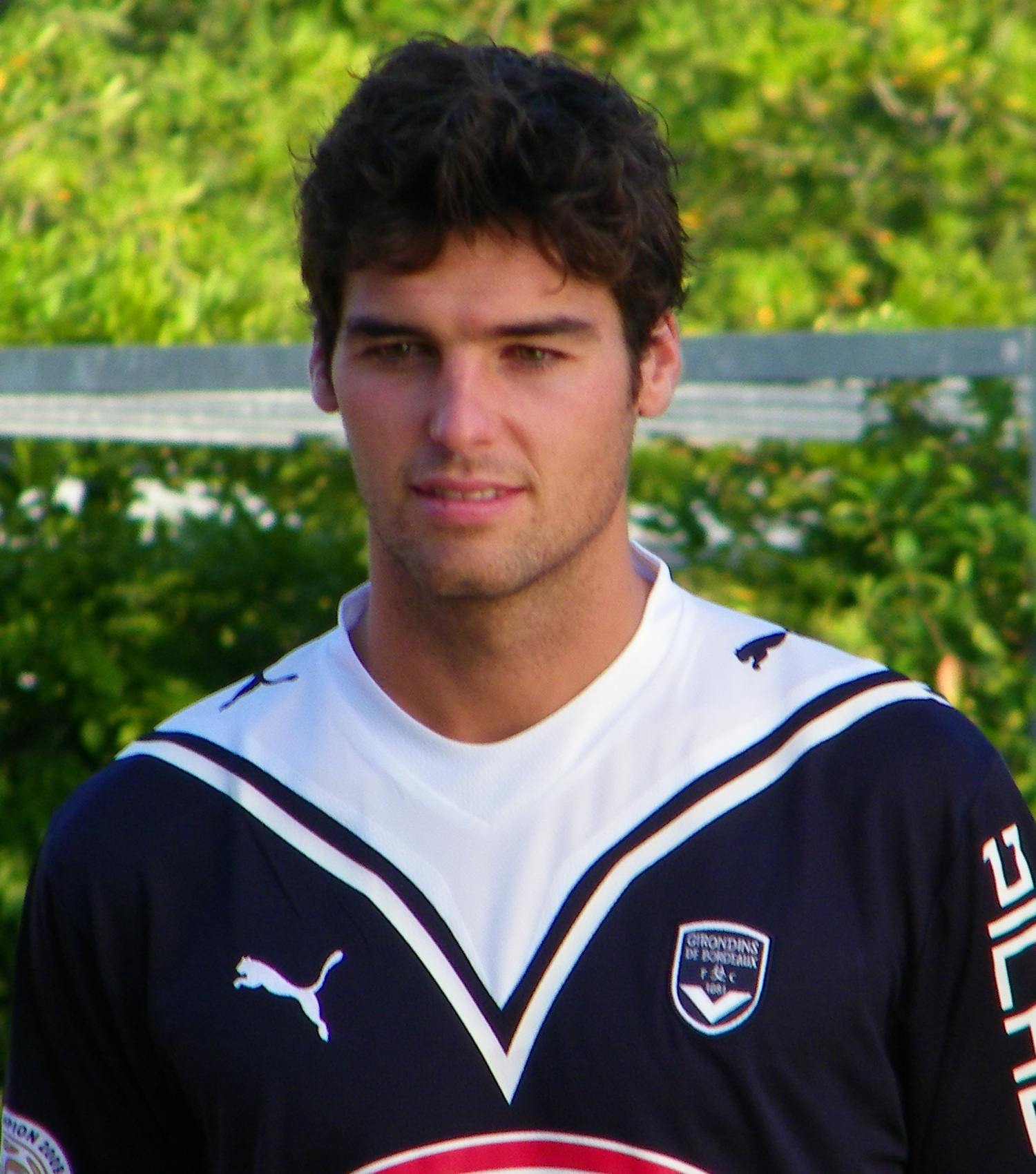
Gourcuff nos tempos de Bourdeaux

Sem chances depois de seus altos e baixos no Milan, Gourcuff foi emprestado ao Bordeaux. Foi escolhido o melhor jogador da Ligue 1 na temporada 2008–09, pois foi um dos protagonistas na conquista do Campeonato Francês. A temporada foi também marcada pelo fim da hegemonia do Lyon na França e por um recorde: o Bordeaux se transformou no primeiro clube francês a conquistar onze vitórias consecutivas na Ligue 1. Na mesma temporada, além de conquistar a Ligue 1, ajudou o time a ganhar a Copa da França e a Supercopa da França. No dia 11 de janeiro de 2009, ele marcou um dos gols mais bonitos da Copa da França contra o Paris Saint-Germain, na vitória por 4 a 0. Em sua grande temporada pelo Bordeaux, o jogador foi eleito o melhor jogador francês do ano de 2009, melhor jogador da Ligue 1 e ficou entre os 20 melhores jogadores do mundo em que teve como vencedor do Ballon d'Or o argentino Lionel Messi. Ao final da temporada, a direção do clube anunciou que havia acionado a cláusula que permitia a compra dos direitos do jogador junto ao Milan pela quantia de 15 milhões de euros. Após três temporadas se destacando no Bordeaux, no dia 23 de agosto de 2010 ele assinou com o Lyon.

### Lyon
Após três excelentes temporadas pelo Bordeaux, Gourcuff chegou ao Lyon em agosto de 2010 por 22 milhões de euros. Depois de passar nos exames médicos, o meia assinou um contrato de cinco anos com o clube. Ele escolheu a camisa de número 29 e fez sua estreia no dia 28 de agosto, na derrota por 2 a 0 para o Lorient, entrando na partida no lugar do lesionado César Delgado. Marcou seu primeiro gol pelo Lyon no dia 17 de outubro, na vitória por 3 a 1 sobre o Lille. Já pela Liga dos Campeões da UEFA, Gourcuff marcou o seu primeiro gol numa derrota por 4 a 3 para o Benfica.
No dia 7 de fevereiro de 2011, o meia concedeu uma entrevista e admitiu que estava "decepcionado e frustrado" com suas atuações no Lyon desde que havia chegado no clube, dizendo:
| “ | Eu esperava muito mais de mim mesmo. É claro que minha contribuição ofensiva não é suficiente. | ” |

Gourcuff também admitiu que estava se esforçando para se adaptar ao estilo do técnico Claude Puel. Sua temporada terminou prematuramente depois de sofrer uma lesão no adutor, em uma derrota por 2 a 0 para o Toulouse, terminando sua estreia no Lyon com 36 partidas no total, quatro gols e cinco assistências.
No dia 26 de julho, o Lyon informou que Gourcuff iria fazer uma cirurgia a fim de se tratar a sua lesão no tornozelo. Sendo assim, o jogador perdeu a pré-temporada 2011–12 do clube. Ele voltou a sofrer uma lesão em setembro, durante um treino, o que impediu o jogador de fazer sua estreia com o novo técnico Rémi Garde contra o Olympique de Marseille. Gourcuff só estreou na temporada um mês depois, entrando no segundo tempo em uma vitória por 3 a 1 sobre o Nancy. Duas semanas depois, ele marcou seu primeiro gol na temporada em uma vitória por 2 a 0 sobre o rival Saint-Étienne.
Gourcuff sofreu lesões constantes desde que chegou ao Lyon, perdendo mais de 90 partidas devido à lesões durante o seu tempo no clube. No total, o meia atuou em 131 jogos e marcou apenas 19 gols.

### Retorno ao Rennes
Em setembro de 2015, Gourcuff aceitou um contrato de um ano e acertou seu retorno ao Rennes após onze anos. Apresentado oficialmente no dia 16 de setembro, só reestreou pela equipe em janeiro de 2016, num jogo contra o Lorient. O meia teve boa atuação no dia 18 de março, quando marcou dois gols na goleada por 5 a 2 sobre o Olympique de Marseille. Curiosamente, esses dois gols aconteceram exatamente dez anos depois de seu último gol com a camisa do Rennes. Após boas atuações, Gourcuff teve seu contrato renovado no dia 7 de julho, assinando um novo vínculo válido por mais duas temporadas.
Em junho de 2018, tendo jogado apenas 10 jogos da Ligue 1 na temporada 2017–18, Gourcuff foi liberado pelo Rennes.

### Dijon
Foi anunciado como novo reforço do Dijon no dia 20 de julho de 2018.[carece de fontes?] No entanto, o meia poucou atuou e fez apenas oito jogos com a camisa do clube de Dijon. Depois de sofrer novamente com lesões, Gourcuff teve seu contrato rescindido no dia 23 de janeiro de 2019.

## Seleção Nacional
Iniciou sua carreira pela França defendendo a Seleção Sub-17. Nela teve como companheiros o lateral-esquerdo Florian Marange, o zagueiro Younès Kaboul e o meia Charles N'Zogbia. Kaboul e Marange foram alguns dos que estiveram com Gourcuff na Eurocopa Sub-19, realizada em 2005, na Irlanda do Norte, onde a França sagrou-se campeã após vencer a Inglaterra na final.
Pela Seleção Francesa Sub-21, Gourcuff teve boas atuações na Euro Sub-21 de 2006, competição sediada em Portugal e que teve a Holanda de Klaas-Jan Huntelaar como campeã. Gourcuff foi titular no meio-campo francês, jogando ao lado de nomes como Rio Mavuba, Jérémy Toulalan e de Julien Faubert.
Já Seleção Francesa principal, foi convocado por Raymond Domenech e integrou o elenco que disputou a Copa do Mundo FIFA de 2010, realizada na África do Sul. Reserva da equipe na competição, Gourcuff só atuou em duas partidas, não marcou gols e não conseguiu evitar a precoce eliminação francesa na fase de grupos.

## Títulos
Rennes
- Copa Gambardella: 2003

Milan
- Liga dos Campeões da UEFA: 2006–07
- Copa do Mundo de Clubes da FIFA: 2007

Bordeaux
- Supercopa da França: 2008 e 2009
- Ligue 1: 2008–09
- Copa da Liga Francesa: 2008–09

Lyon
- Copa da França: 2011–12
- Supercopa da França: 2012

Seleção Francesa
- Eurocopa Sub-19: 2005

### Prêmios individuais
- Jogador do Mês da Ligue 1: março de 2006 e abril de 2009
- Equipe da Temporada da Ligue 1: 2008–09 e 2009–10
- Gol da Temporada da Ligue 1: 2008–09[19]
- Jogador do Ano da Ligue 1: 2009[20]
- Jogador Francês do Ano: 2009[21]